# Ioan Robu

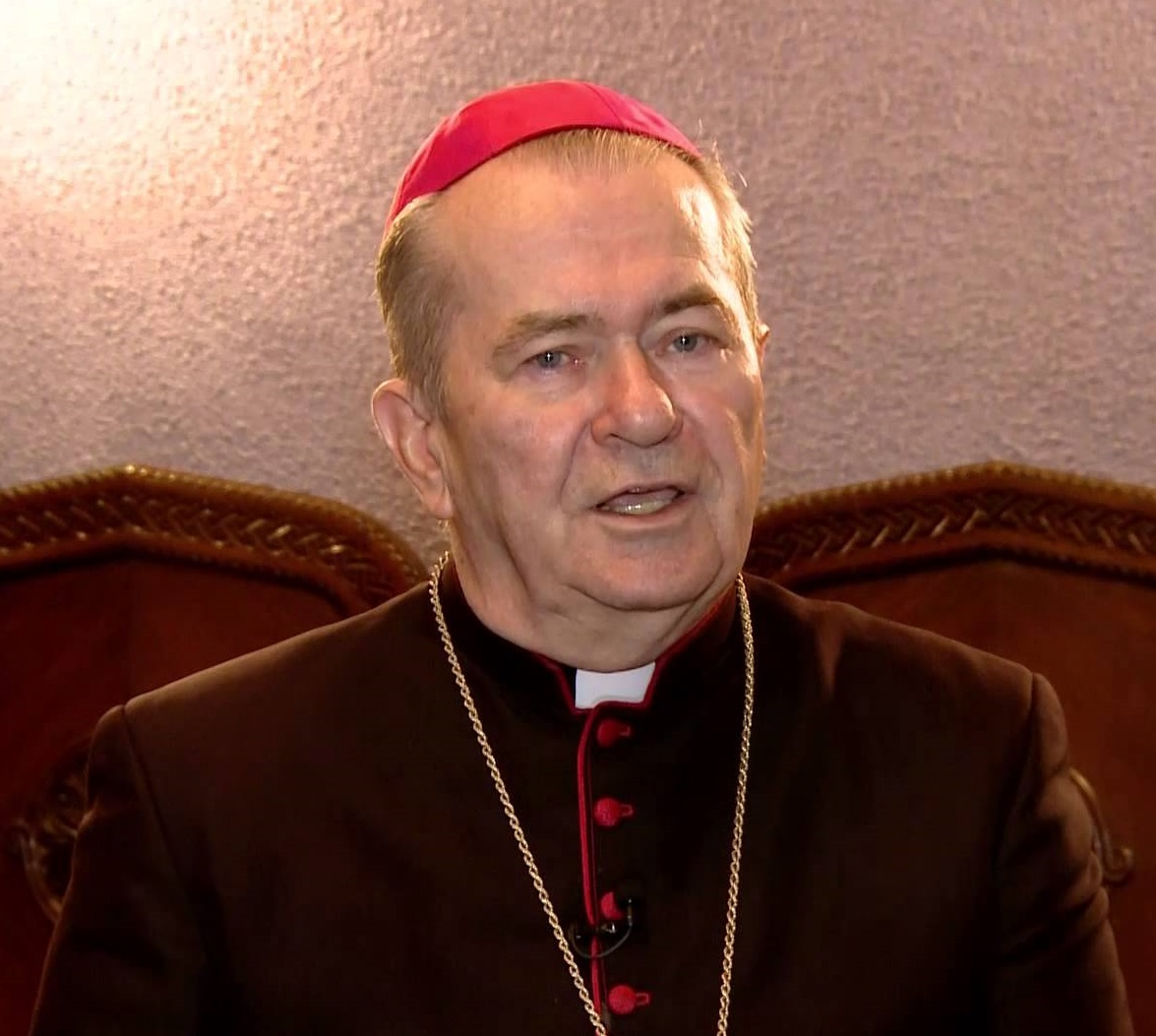
Ioan Robu

Wappen von Ioan Robu

Ioan Robu (* 6. November 1944 in Târgu Secuiesc, Siebenbürgen, Rumänien) ist ein rumänischer Geistlicher und emeritierter römisch-katholischer Erzbischof und Metropolit von Bukarest.

## Leben
Ioan Robu trat nach seinem Abitur in Iași in das Priesterseminar St. Joseph ein und studierte am Theologischen Institut der Universität Alexandru Ioan Cuza Iași. Er empfing am 15. August 1968 die Priesterweihe durch Bischof Petru Pleșca. Er war Vikar in Craiova und Pfarrer in Tulcea, Kogălniceanu und Buzău. Von 1973 bis 1977 absolvierte er ein Promotionsstudium zum Dr. theol. an der Päpstlichen Lateranuniversität und der Accademia Alfonsiana in Rom. Von 1977 bis 1983 war er Professor und Rektor des Theologischen Instituts der Universität Alexandru Ioan Cuza Iași.
1983 wurde er von Papst Johannes Paul II. zunächst zum Diözesan-Administrator in Bukarest bestellt, 1984 erfolgte die Ernennung zum Titularbischof von Cellae in Proconsulari und die Bestellung zum Apostolischen Administrator im Erzbistum Bukarest. Die Bischofsweihe spendete ihm am 8. Dezember 1984 der Kardinalstaatssekretär Agostino Kardinal Casaroli in Rom; Mitkonsekratoren waren der Kurienerzbischof, Nuntius und spätere Kardinal Luigi Poggi sowie Erzbischof Mario Schierano. Sein Motto lautet „Und die Wahrheit wird euch befreien“ (Johannes 8,32 ).
1990 erfolgte mit päpstlichem Dekret die Ernennung zum Erzbischof und Metropolit von Bukarest. Ioan Robu ist Vorsitzender der Rumänischen Bischofskonferenz.
Seit 2001 ist er Ehrenmitglied der Rumänischen Akademie.
Papst Franziskus nahm am 21. November 2019 seinen altersbedingten Rücktritt an.

## Mitgliedschaften
Ioan Robu ist Mitglied folgender Dikasterien der römischen Kurie:
- Kongregation für den Gottesdienst und die Sakramentenordnung (seit 2010)[2]